# Liste von Chemikerinnen

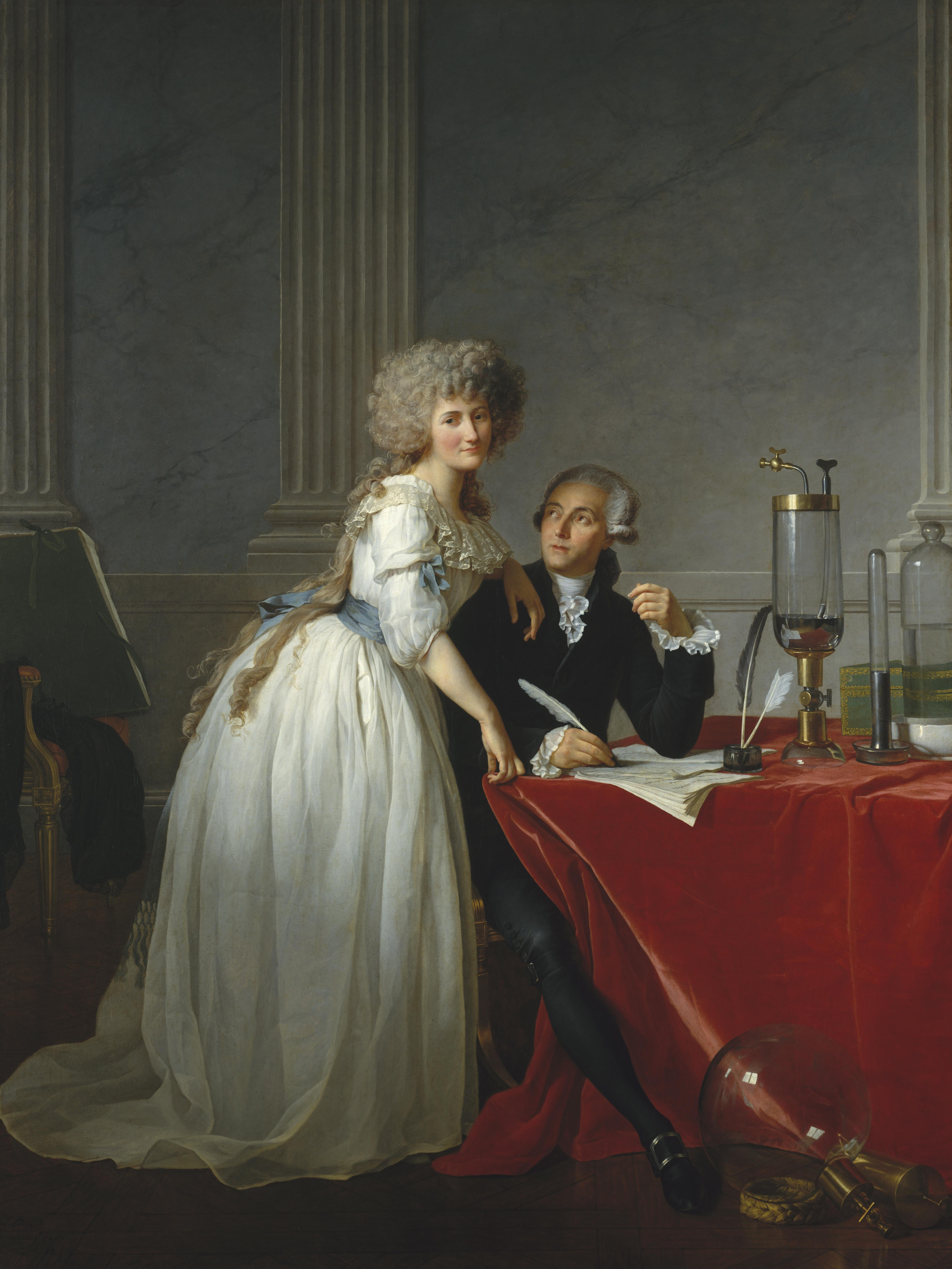
Marie Lavoisier und ihr Mann, Porträt von Jacques-Louis David 1788

Diese Liste von Chemikerinnen enthält bekannte Wissenschaftlerinnen mit dem Schwerpunkt auf dem Gebiet der Chemie, Biochemie und Pharmakologie, ohne die Schwerpunkte Medizin, Gentechnik, Zellbiologie oder Molekularbiologie (etwa Rita Levi-Montalcini) oder Chemikerinnen, die vor allem auf anderem Gebiet wie Politik (Margaret Thatcher), Literatur oder Sport (Jelena Wladimirowna Petuschkowa) bekannt sind.

## Liste bekannter Chemikerinnen

### A

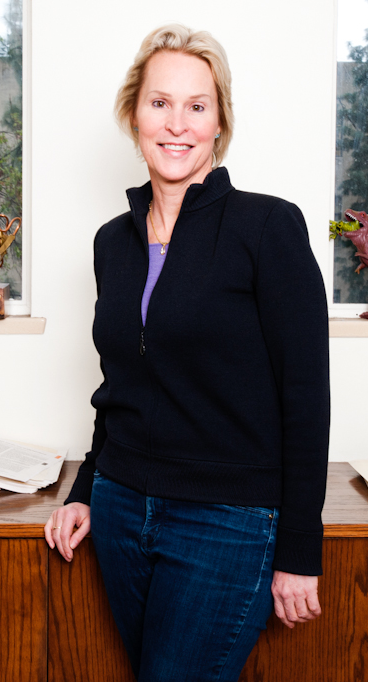
Frances H. Arnold

- Barbara Albert (* 1966), Prof. an der TU Darmstadt, Festkörperchemie, 2012/13 Präsidentin der GDCh
- Katharina Al-Shamery, Prof. für Physikalische Chemie in Oldenburg
- Anna von Dänemark (1532–1585), Kurfürstin von Sachsen, befasste sich mit Pharmazie und hatte ein eigenes Labor
- Frances H. Arnold (* 1956), Prof. am Caltech, Biochemie, Gerichtete Evolution, Chemie-Nobelpreis 2018
- Ruth Arnon (* 1933), eigentlich Immunologin, Prof. am Weizmann-Institut, synthetische Antigene, Medikament gegen Multiple Sklerose (Copaxone)

### B

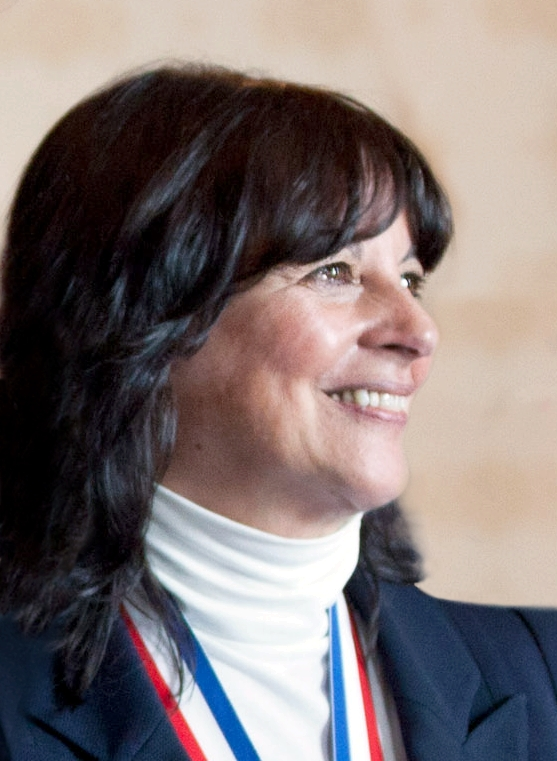
Jacqueline K. Barton

- Maria Bakunin (1873–1960), russischstämmige italienische Chemikerin und Biologin, Tochter von Michail Bakunin, promovierte in Neapel in Chemie, ab 1912 Professorin für Angewandte Chemie am dortigen Polytechnikum, befasste sich auch mit Geologie (Vesuvausbrüche, Ölschiefer). Sie baute mit Benedetto Croce nach dem Zweiten Weltkrieg die Accademia Pontaniana wieder auf und war deren Präsident. Tante des Mathematikers Renato Caccioppoli.
- Jacqueline Barton (* 1952), Prof. am Caltech, DNA-Chemie
- Marianne Baudler (1921–2003), Prof. für Anorganische und Analytische Chemie in Köln. Phosphor-Chemie. Alfred-Stock-Gedächtnispreis.
- Annette Beck-Sickinger (* 1960), Biochemie, Prof. in Leipzig.
- Margot Becke-Goehring (1914–2009), Professorin in Heidelberg und 1966 erste Rektorin einer Hochschule in Westdeutschland. Direktorin des Gmelin-Instituts.
- Ruth Benerito (1916–2013), Forschungszentrum des US-Landwirtschaftsministeriums in New Orleans, knitterfeste Baumwolle
- Ruth Benesch (1925–2000), untersuchte mit ihrem Mann Reinhold Benesch wie Hämoglobin Sauerstoff im Körper freisetzt (hoher Kohlendioxidgehalt als Auslöser).
- Carolyn Bertozzi (* 1966), Prof. Berkeley, Biochemie, Molekular- und Zellbiologie. Sie führte den Begriff bioorthogonale Reaktion ein und entwickelte dafür erste Reaktionen. Click-Chemie.
- Nadja-Carola Bigall (* 1979), Physikalische Chemie, Universität Hannover, Aufbau von Überstrukturen aus Nanopartikeln mit speziellen Eigenschaften zum Beispiel für Sensoren
- Pamela J. Bjorkman (* 1956), Prof. am Caltech, Röntgenkristallographie des Haupthistokompatibilitätskomplex (MHC)
- Donna Blackmond (* 1958), Prof. am Scripps Research Institute, asymmetrische Katalyse, chemische Kinetik, biologische Homochiralität, ursprünglich Chemieingenieurin
- Filomena Nitti Bovet (1909–1994), italienische Pharmakologin, Tochter von Francesco Saverio Nitti, verheiratet mit Daniel Bovet, mit dem sie am Institut Pasteur in Paris und in Rom zusammenarbeitete. Veröffentlichte unter Bovet oder Nitti-Bovet
- Silvia Braslavsky (* 1942), MPI für Strahlenchemie, befasst sich mit Photochemie
- Angela Hartley Brodie (1934–2017), Biochemie, Mittel gegen Brustkrebs (Aromatase-Hemmer)
- Lucia de Brouckere (1904–1982), belgische Chemikerin, promovierte in Brüssel, wo sie auch an der Universität lehrte (Chargé de Cours 1937, als erste Frau in der Faculté de Sciences in Brüssel)
- Rachel Fuller Brown (1898–1980), entwickelte mit Elizabeth Lee Hazen Nystatin
- Marie Buckwitz (1890–1951), eine der ersten Frauen, die in Wien als Chemikerin promovierten
- Edith Bülbring (1903–1990), deutschstämmige Pharmakologin in Oxford
- Cynthia J. Burrows (* 1953), Chemie von Nukleinsäuren und oxidativen Schäden an DNA, Professorin an der University of Utah, Willard Gibbs Medal.

### C

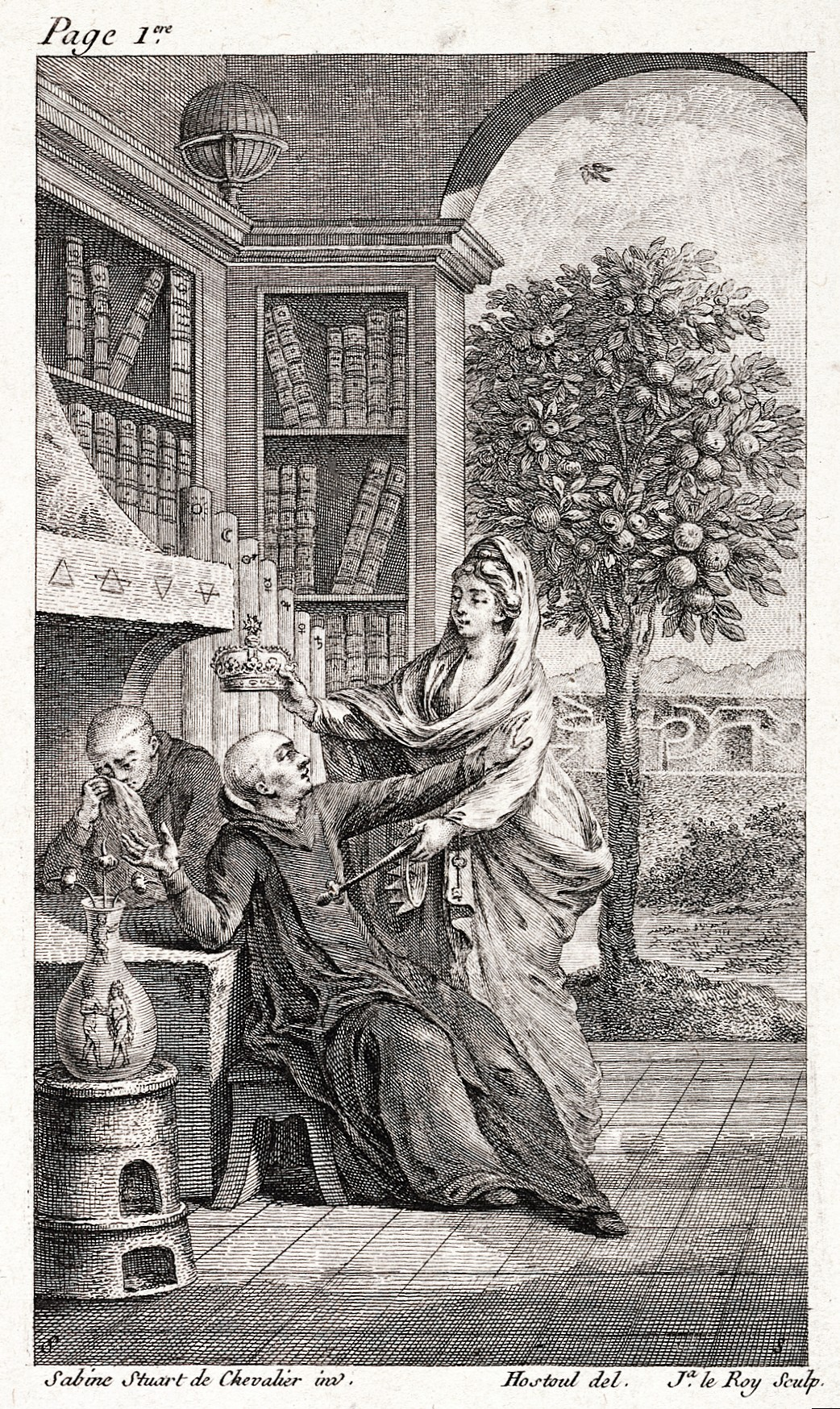
Sabine Stuart de Chevalier, Discours Philosophique, 1781

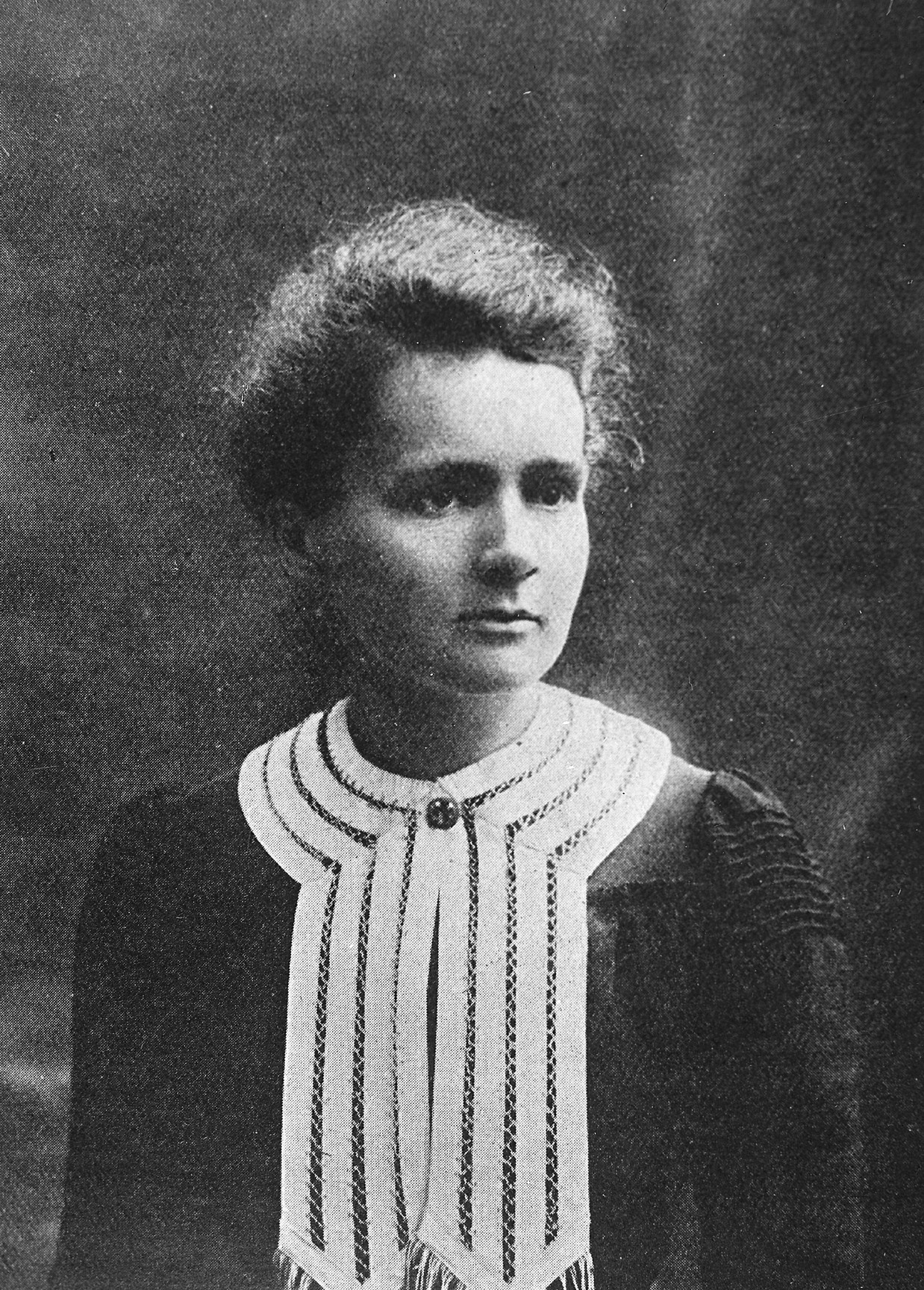
Marie Curie 1903

- Mary L. Caldwell (1890–1972), US-amerikanische Biochemikerin, Prof. Columbia University, untersuchte Amylasen
- Emma P. Carr (1880–1972), US-amerikanische Chemikerin, untersuchte die Doppelbindung mittels Ultraviolettspektroskopie, erste Preisträgerin der Garvan-Olin-Medaille
- Emily Carter (* 1960), promovierte 1987 am Caltech in Chemie, war Prof. an der UCLA und seit 2004 in Princeton, Gründungsdirektorin des Andlinger Center for Energy and Environment, Mitglied der National Academy of Sciences, Theoretische Chemie, Quantenchemie
- Marjorie C. Caserio (1929–2021), britisch-US-amerikanische Chemikerin, Prof. an der UCI und UCSD für Organische Chemie; Arine, Allene und organische Schwefelverbindungen
- Yvette Cauchois (1908–1999), französische Physiko-Chemikerin, Spektroskopie, Schülerin von Jean Perrin, promovierte 1933 in Paris. Professorin für Physikalische Chemie in Paris
- Sylvia T. Ceyer (* 1953), Prof. am MIT, Physikalische Chemie, Oberflächenchemie
- Asima Chatterjee (1917–2006), indische Chemikerin, Prof. in Kalkutta, Alkaloide
- Sabine Stuart de Chevalier, französische Autorin eines alchemistischen Buches Discours philosophique… aus dem 18. Jahrhundert
- Uma Chowdhry (* 1947), ehemalige CTO von DuPont[1]
- Barbara von Cilli († 1451), Kaiserin als Ehefrau von Sigismund, hatte einen Ruf als Alchemistin, soll aber dabei getäuscht haben.
- Mildred Cohn (1913–2009), Biochemikerin, erhielt die National Medal of Science, Einsatz von NMR für das Studium von Enzymreaktionen, besonders mit ATP
- Catherine Coleman (* 1960), Chemikerin und NASA-Astronautin
- Gerty Cori (1896–1957), Nobelpreis für Physiologie und Medizin 1947, Biochemie, wichtige Arbeiten zum Zucker-Stoffwechsel, teilweise mit ihrem Mann Carl Ferdinand Cori
- Isabella Cortese, 16. Jahrhundert, Autorin des Chemie-Kochbuchs I secreta de la Signora Isabella Cortese (Venedig 1561), möglicherweise aber ein Pseudonym
- Erika Cremer (1900–1996), Professorin in Innsbruck, entwickelte die Adsorptionsgaschromatographie
- Dorothy Crowfoot-Hodgkin (1910–1994), Nobelpreis für Chemie 1964, Röntgenstrukturanalyse komplexer Biomoleküle wie Insulin
- Marie Curie (1867–1934), Nobelpreis für Physik 1903 und für Chemie 1911, Radiochemie

### D
- Marcetta Darensbourg (* 1942), Prof. Texas A&M University, bioanorganische und metallorganische Chemie, zum Beispiel biomimetische Katalysatoren für Bio-Brennstoffzellen, Willard Gibbs Medal
- Viktoria Däschlein-Gessner (* 1982), Anorganikerin an der Ruhr-Universität Bochum
- Margaret Oakley Dayhoff (1925–1983), Prof. an der Georgetown University, Theoretische Chemie, Pionierin der Bioinformatik
- Stefanie Dehnen (* 1969), Prof. am Karlsruher Institut für Technologie, Anorganische Chemie, Direktorin des Instituts für Nanotechnologie
- Anne Dell (* 1950), australische Chemikerin, NMR- und Massenspektrometrie von Kohlenhydraten, Glykobiologie, Professorin am Imperial College London
- Christiane Dietrich-Buchecker (1942–2008), Universität Straßburg, war an den grundlegenden Arbeiten von Jean-Pierre Sauvage zur Catenan-Synthese von 1983 und der ersten Synthese eines Kleeblattknoten-Moleküls 1989 beteiligt
- Ewine van Dishoeck (* 1955), Prof. in Leiden, Kosmochemie
- Jennifer A. Doudna (* 1964), Prof. in Berkeley, Biochemie, Struktur Ribozyme
- Birgit Drießen-Hölscher (1964–2004), Prof. in Paderborn, homogene Katalyse
- Tracy Caldwell Dyson (* 1969), Chemikerin und NASA-Astronautin

### E

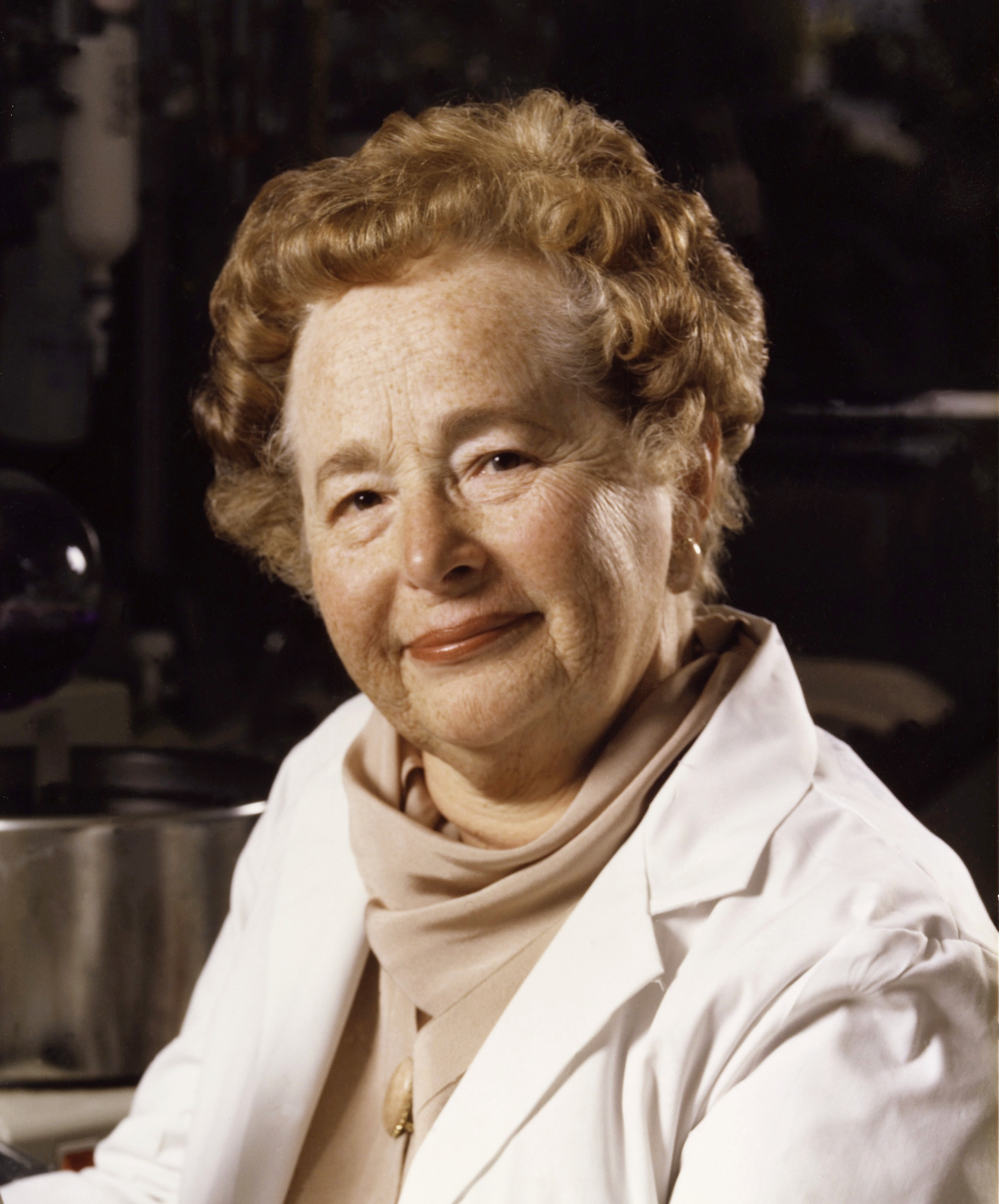
Gertrude Belle Elion

- Anna Carina Eichhorn (* 1972), Biochemie, Gründerin einer Firma zur (privaten) DNA-Analyse
- Ingeborg Eichler (1923–2008), Pharmakologin, setzte in Österreich die Verschreibungspflicht für Contergan durch und konnte so die Folgen des Contergan-Skandals in Österreich stark eingrenzen
- Odile Eisenstein (* 1949), französische Chemikerin, promovierte 1977 bei Lionel Salem und Nguyên Trong Anh an der Universität Paris-Süd, Forschungsdirektorin des CNRS und Professorin in Montpellier und an der Universität Oslo. Theoretische organische Chemie mit Arbeiten zu den Felkin-Anh-Regeln. Mitglied der National Academy of Sciences und der Académie des Sciences.
- Gertrude Belle Elion (1918–1999), Pharmakologin, Nobelpreis, an den Wellcome Laboratorien an vielen bedeutenden Medikamentenentwicklungen beteiligt
- Irène Elphimoff (Elphimoff-Felkin), französische Chemikerin (theoretische organische Chemie), Ehefrau von Hugh Felkin und deshalb auch Irène Elphimoff-Felkin. Professorin am Institut de Chimie des Substances Naturelles des CNRS in Gif-sur-Yvette.
- Gladys Anderson Emerson, US-amerikanische Biochemikerin und Ernährungswissenschaftlerin, Forschungen zu Vitamin B und E, University of California, Berkeley und Los Angeles sowie Merck & Co., Inc.

### F
- Marga Faulstich (1915–1998), optische Gläser bei Schott in Jena und Mainz
- Liselotte Feikes (* 1923), Umweltchemikerin, entwickelte bei den Carl-Freudenberg-Werken in Weinheim Verfahren zur Abwasser-Reinigung unter anderem für Gerbereien
- Claudia Felser (* 1962), Prof. in Mainz, Materialwissenschaften
- Barbara M. Ferrier (1932–2006), Prof. McMaster University, organische Synthese und Biochemie, Barbaralon und Barbaralan sind nach ihr benannt.
- Jacqueline Ficini (1923–1988), französische Chemikerin, Organische Chemie und Synthese, studierte in Paris und Angers, promovierte 1952, Post-Doc bei Gilbert Stork, Professorin in Reims und an der Universität Paris VI, u. a. Enzymchemie, Le Bel Preis, Jecker-Preis und Berthelot-Medaille, Ritter der Palmes Academiques und der Ehrenlegion
- Mary Fieser (1909–1997), Organische Chemie, schrieb bekannte Lehrbücher mit ihrem Ehemann Louis Fieser
- Edith M. Flanigen (* 1929), Zeolith-Forschung, Chemikerin bei Union Carbide, synthetische Smaragde, erhielt als erste Frau die Perkin Medal
- Marye Anne Fox (1947–2021), US-amerikanische Chemikerin (physikalische organische Chemie). War Chief Executive der North Carolina State University in Raleigh und Kanzlerin der University of California, San Diego. Erhielt 2010 die National Medal of Science.
- Joanna Fowler (* 1942), Kernchemie, Neurowissenschaften, entwickelte Tracer für Positronen-Emissions-Tomographie des Gehirns
- Rosalind Franklin (1920–1958), Röntgenkristallographie von DNA, ihre Messergebnisse ermöglichten James D. Watson und Francis Crick ihren Durchbruch, waren aber ohne Wissen von Franklin, die beim Nobelpreis an Watson und Crick leer ausging, diesen zugänglich gemacht worden.
- Helen Free (1923–2021), entwickelte Diabetes-Selbsttests an den Miles Laboratories (jetzt zu Bayer gehörig), Chemical Pioneer Award
- Cynthia M. Friend (* 1955), Prof. in Harvard, Oberflächenchemie und Katalyse
- Anna-Charlotte Frölich (1907–?), Abteilungsleiterin Chemie KWI Tierzuchtforschung
- Katharina Fromm (* 1968), Bioanorganische Chemie des Silbers; Rektorin der Universität Freiburg im Üechtland, Schweiz

### G
- Tanja Gaich (* 1980), Professorin in Konstanz, Totalsynthese von Naturstoffen, u. a. Chemiepreis der Akademie der Wissenschaften Göttingen.
- Marika Geldmacher-von Mallinckrodt (1923–2016), forensische Toxikologin, Professorin in Erlangen. Klärte Abbau von E 605 (Parathion) im Körper, früher ein beliebtes Gift
- Elisa Ghigi (1902–1987), Prof. organische Chemie in Bologna
- Lila M. Gierasch (* 1948), US-amerikanische Biochemikerin und Biophysikerin, Prof. University of Massachusetts Amherst, Forschungsschwerpunkt Proteinfaltung
- Lynn Gladden (* 1961), Chemieingenieurin, Prof. in Cambridge, Kernspinresonanzspektroskopie (NMR), Bakerian Lecture, CBE, Fellow der Royal Society
- Ellen Gleditsch (1879–1968), norwegische Chemikerin, Assistentin bei Marie Curie
- Jenny P. Glusker (* 1931), britische Biochemikerin, Prof. University of Pennsylvania. Enzyme, Röntgenkristallographische Untersuchungen u. a. von Karzinogenen und Anti-Tumor-Wirkstoffen. Schülerin von Dorothy Crowfoot-Hodgkin.
- Irene Götz (verheiratete Dienes) (1889–1941), ungarische Chemikerin, Promotion 1911 in Budapest, danach bei Marie Curie in Paris, in der ungarischen Räterepublik Professorin für Theoretische Chemie in Budapest, floh nach deren Niederwerfung als Kommunistin nach Wien, in den 20er Jahren Professorin in Klausenburg und bei Schering in Berlin, später in Moskau, wo sie unter anderem an der Karl Liebknecht Schule und anderen Moskauer Schulen  unterrichtete und am Institut für Stickstofforschung war, später mit Professorentitel. 1941 verhaftet und deportiert, starb im Lager in Frunse. Ihre beiden Töchter und ihr Mann kehrten nach Budapest zurück.
- Mary L. Good (1931–2019), 1955 an der Univ. of Arkansas promoviert, Prof. an der Louisiana State University und der Univ. of New Orleans und dann in der chemischen Industrie, Präsidentenberaterin (1988 bis 1991 Vorstand des National Science Board), Priestley Medal, Anorganische Chemie, Mößbauerspektroskopie, Abfallbehandlung
- Arda Green (1899–1958), Biochemie, Entdeckung Serotonin
- Sandra C. Greer (* 1945), US-amerikanische Chemikerin (physikalische Chemie), Prof. University of Maryland und Mills College, Thermodynamik von Flüssigkeiten, speziell Polymerdispersion und Phasenübergänge
- Clare Grey, Prof. in Cambridge, Davy-Medaille, Fellow der Royal Society, NMR angewandt auf Lithium-Ionen-Batterien
- Rowena Green Matthews (* 1938), US-amerikanische Biochemikerin und Biophysikerin, Prof. University of Michigan, Forschungsschwerpunkt Enzyme
- Marianne Grunberg-Manago (1921–2013), französische Biochemikerin, Entdeckerin der Polynukleotid-Phosphorylase. Sie war Forschungsdirektorin des CNRS in Paris und Mitglied der Académie des sciences.
- Tanja Gulder (* 1978), deutsche Professorin für organische Chemie an der Universität Leipzig mit dem Schwerpunkt Biomimetik

### H

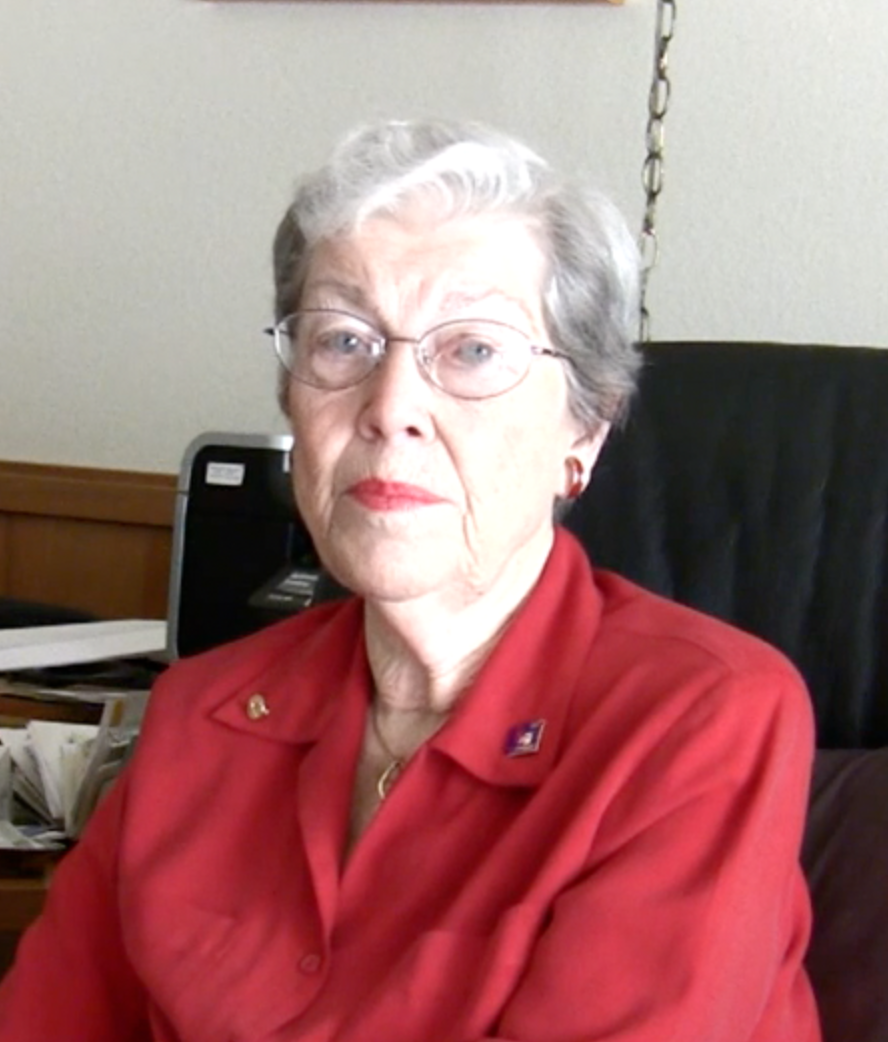
Darleane C. Hoffman

- Sossina M. Haile, Prof. am Caltech, Festkörperchemie, Materialwissenschaft, Chemical Pioneer Award
- Ulla Hamberg (1918–1985), finnische Biochemikerin, Apothekerstochter aus Turku, 1962 in Helsinki promoviert und dort Professorin, Peptidhormone, Proteine des Blutplasmas, speziell Bradykinin. Forschte auch in Sao Paulo und den USA
- Sharon Hammes-Schiffer (* 1934), Professorin an der Yale University, Physikalische und Theoretische Chemie mit Anwendungen in der Biologie
- Andrea Hartwig (* 1958), Lebensmittelchemie, Prof. in Karlsruhe, MAK-Wertekommission
- Elizabeth Hazen (1885–1975), promovierte 1927 an der Columbia University in Mikrobiologie, Entwicklung von Nystatin mit Rachel Fuller Brown. Sie erhielt den Chemical Pioneer Award.
- Henrike Heise (* 1971), Prof. in Düsseldorf, Metallorganische Chemie
- Carmen Herrmann (* 1980), theoretische Anorganische Chemie, Prof. in Hamburg
- Hildegard Hess (1920–2014), Berlin, promovierte Lebensmittelchemikerin, erste freie Handelschemikerin in Deutschland und Leiterin eines eigenen Labors
- Evamarie Hey-Hawkins (* 1957), Anorganische Chemie, Prof. in Leipzig
- Dorothy Hodgkin (1910–1994), Nobelpreis für Chemie 1964, Biochemikerin, Röntgenstrukturanalyse wichtiger biologischer Moleküle wie Insulin, Vitamin B 12
- Darleane C. Hoffman (* 1926), Kernchemie, Prof. in Berkeley, Priestley Medal
- M. Katharine Holloway (* 1957), entwickelte wie Chen Zhao Protease-Inhibitoren, wichtig als Aids-Medikament
- Luise Holzapfel (1900–1963), Abteilungsleiterin am KWI/MPI für Silikatforschung
- Icie Macy Hoobler (1892–1984), Biochemikerin, Kinderernährung
- Marjorie G. Horning (1917–2020), Biochemikerin, National Institutes of Health und Prof. Baylor University, Stoffwechsel von Medikamenten und Drogen sowie Übertragung auf den Embryo, mit ihrem Mann Evan C. Horning Pioniere bei der Anwendung der Chromatographie in der Biochemie
- Stephanie Horovitz (1887–1942), Chemikerin, bestimmte mit Otto Hönigschmid in Wien Atomgewichte und fand mit ihm Hinweise auf Isotope, wurde nach dem Ersten Weltkrieg Psychologin der Schule von Alfred Adler, in Treblinka ermordet
- Catherine Housecroft (* 1955), britische Chemikerin und Prof. in Basel, arbeitet in gemeinsamer Forschungsgruppe mit ihrem Ehemann Edwin Constable
- Elfriede Husemann (1908–1975), habilitierte sich 1939 bei Hermann Staudinger in Freiburg und war dort Professorin und Direktorin des Instituts für makromolekulare Chemie

### I
- Clara Immerwahr (1870–1915), promovierte Chemikerin und Ehefrau von Fritz Haber, die sich aus Protest gegen seine Beteiligung an Giftgasentwicklung erschoss

### J
- Emilie Jäger (1926–2011), Prof. Universität Bern, radioaktive Altersbestimmung in der Geologie
- Allene R. Jeanes (1906–1995), US-amerikanische Chemikerin (Organische Chemie), United States Department of Agriculture, Dextrane und Entdeckerin von Xanthan
- Boguslawa Jezowska-Trzebiatowska (1908–1991), polnische Physiko-Chemikerin (Spektroskopie, Magnetchemie, Kernchemie), promovierte 1935 am Polytechnikum in Lemberg, ab 1954 Professorin an der Universität Breslau und war dort Mitbegründerin einer Schule für Komplexchemie. Mitglied der Polnischen Akademie der Wissenschaften.
- Irène Joliot-Curie (1897–1956), Tochter von Marie Curie und ebenfalls als Kernphysikerin mit ihrem Mann Frédéric Joliot-Curie bekannt, mit dem sie 1935 den Nobelpreis erhielt.
- Madeleine M. Joullié (* 1927), französisch-US-amerikanische Chemikerin, Organische Chemie, Prof. University of Pennsylvania

### K

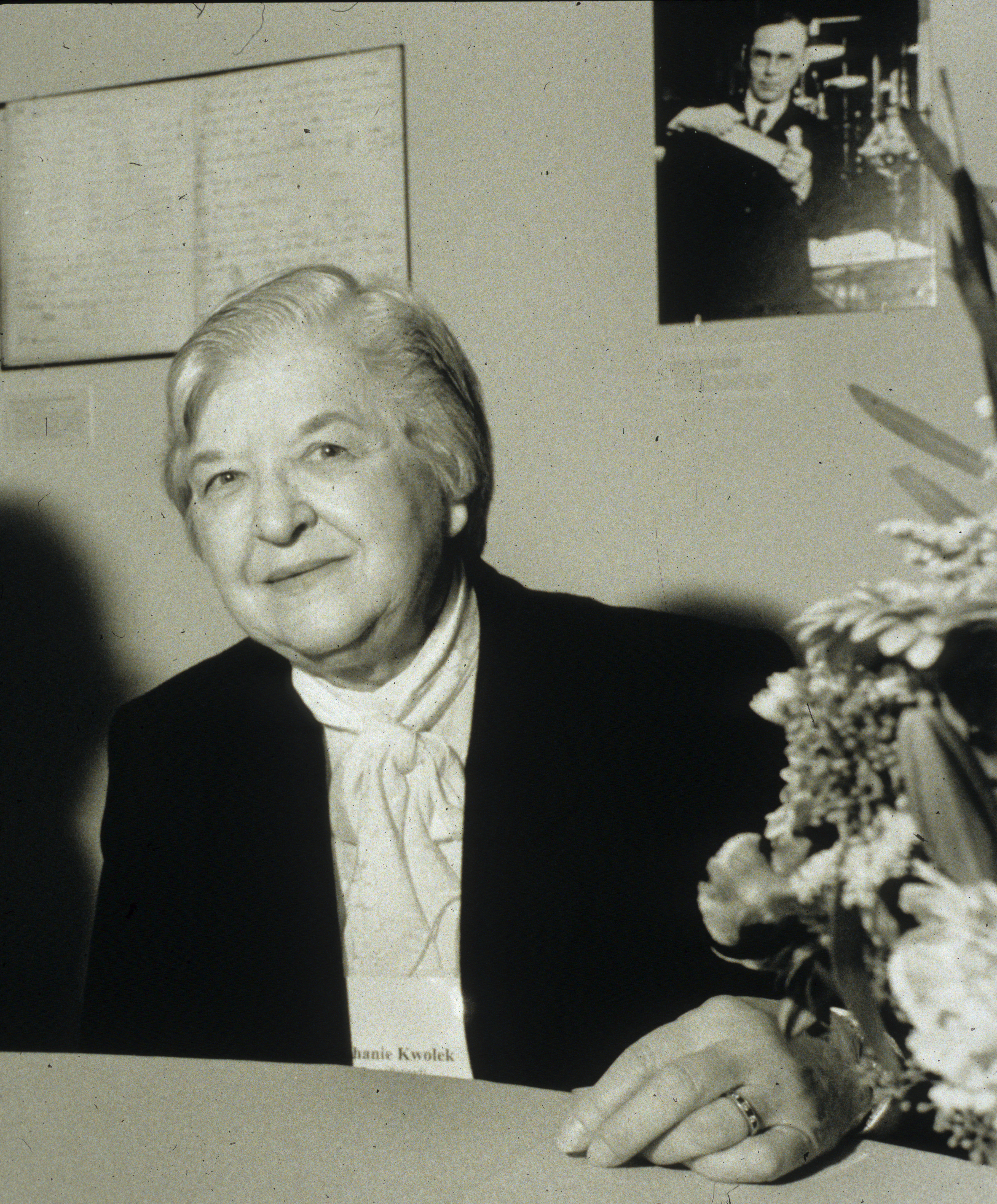
Stephanie Kwolek

- Ana Kansky (1895–1962), slowenische Chemikerin, erste Person, die den Doktorgrad an der Universität Ljubljana erhielt
- Isabella Karle (1921–2017), Naval Research Laboratory, Röntgenkristallographie zur Strukturaufklärung komplexer Verbindungen, mit Jerome Karle verheiratet
- Berta Karlik (1904–1990), österreichische Physikerin, Radioaktivität, entdeckte Isotope von Astat
- Katō Sechi (1893–1989), japanische Chemikerin, Pionierin der Spektroskopie in Japan
- Joyce Jacobson Kaufman (1929–2016), US-amerikanische Chemikerin, Struktur-Wirkungsbeziehung von Psychopharmaka, Prof. Johns Hopkins University
- Ora Kedem (* 1924), Prof. Physikal. Chemie Weizmann-Institut, Transportprozesse über Membranen, Meerwasserentsalzung
- Ilona Kelp-Kabay (1897–1970), Ungarische Chemikerin, arbeitete mit ihrem Mann János Kabay zusammen (Produktion von Morphin)
- Frances Oldham Kelsey (1914–2015), Pharmakologin, verzögerte lange die Freigabe von Contergan in den USA, so dass sich dort der Contergan-Skandal in relativen Grenzen hielt
- Laura L. Kiessling (* 1960), Prof. University of Wisconsin-Madison, Claude S. Hudson Award, Willard Gibbs Medal, Kohlenhydrat-Chemie.
- Almuth Klemer (1924–2022), Kohlenhydrat-Chemie, Professorin in Münster
- Judith Klinman (geb. 1941), Prof. University of California, Berkeley, National Medal of Science, Willard Gibbs Medal, Enzymkinetik
- Kleopatra (ca. 3. Jh. n. Chr.), Alexandria, durch ihr Werk Chrysopoeia (Goldmachen) bekannt.
- Maria Kobel (1897–1996), Abteilungsleiterin am KWI für Biochemie, Ferment-Forschung
- Katharina Kohse-Höinghaus (* 1951), Seniorprofessorin für Physikalische Chemie an der Universität Bielefeld
- Gertrud Kornfeld (1891–1955), habilitierte sich als einzige Frau an einer Universität in Deutschland in der Zeit der Weimarer Republik, als Jüdin zur Emigration gezwungen.
- Antonia Elisabeth Korvezee (1899–1978) (Toos Korvezee), niederländische Chemikerin, promovierte 1930 und war dann im Labor von Marie Curie in Paris, befasste sich mit Radioaktivität, erste Hochschullehrerin (Theoretische Chemie) an der TU Delft, wo sie das Reaktorzentrum mit aufbaute, Feministin
- Nora Kräutle (1891–1981), promovierte als erste Frau an einer Technischen Hochschule in Chemie, eine der ersten Chemikerinnen bei Hoechst
- Ulrike Krewer (* 1976), Professorin für Chemieingenieurwesen an der TU Braunschweig, Brennstoffzellen, Batterien.
- Maria Kritzman, russische Biochemikerin, entdeckte 1937 mit Alexander E. Braunstein die Transaminierung im Stoffwechsel
- Maria Kuhnert-Brandstätter (1919–2011), Professorin für Pharmakologie an der Universität Innsbruck
- Maria-Regina Kula (* 1937), Prof. in Düsseldorf. Biokatalysatoren über gentechnisch optimierte Enzyme (teilweise mit Martina Pohl)
- Nora Kulak, Professorin für anorganische Chemie an der Otto-von-Guericke-Universität Magdeburg
- Kuroda Chika (1884–1968), erste promovierte japanische Chemikerin, erforschte Naturfarbstoffe
- Anna Fedorowna Kusina (1918–1992), Radiochemie, insbesondere Chemie von Technetium, Professorin in Moskau, war ab den 1940er Jahren im sowjetischen damals geheimen Kerntechnik-Programm (Entwicklung erster sowjetischer Reaktoren)
- Stephanie Kwolek (1923–2014), erfand Kevlar bei DuPont.

### L

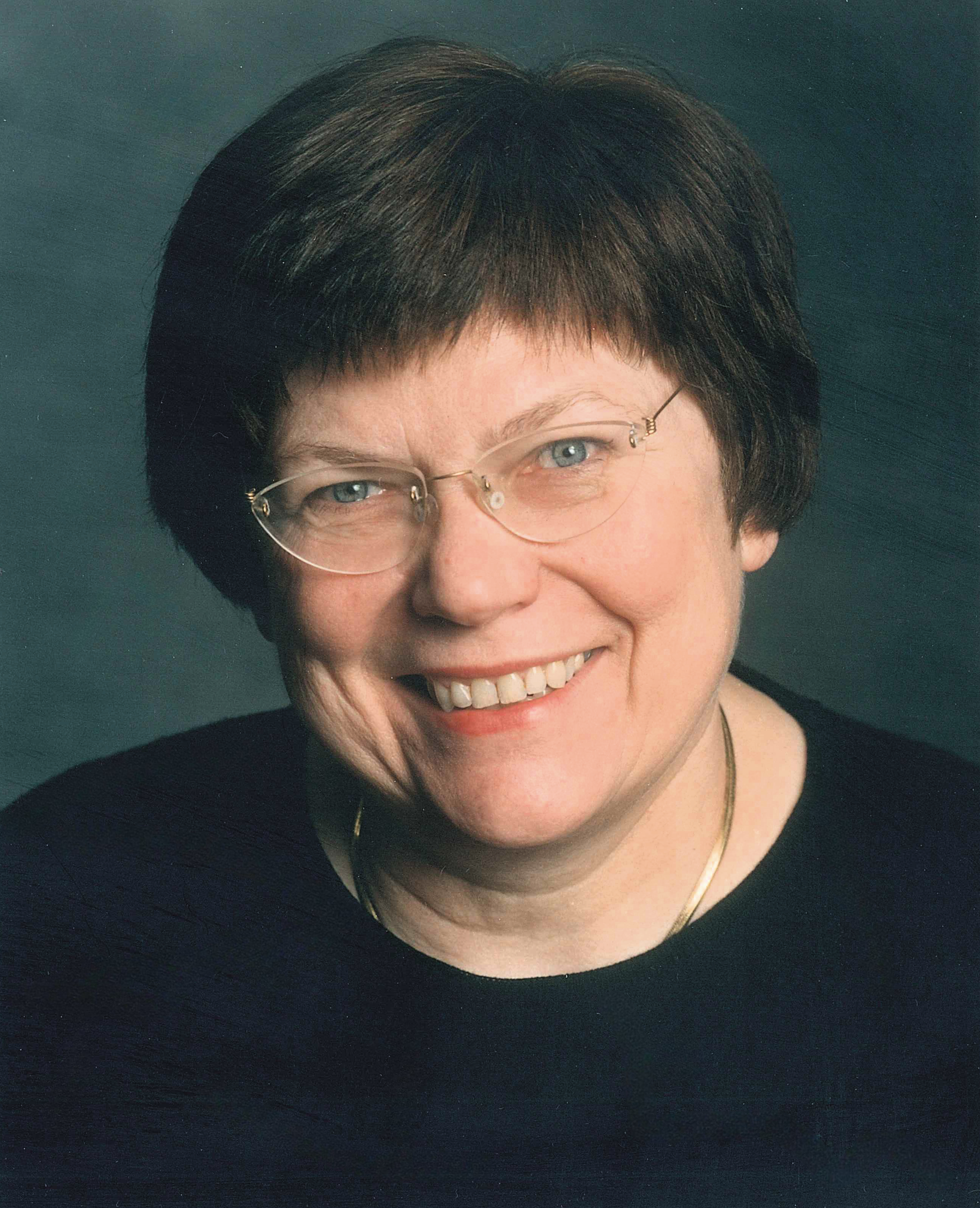
Sine Larsen

- Katharina Landfester (* 1969), promovierte 1995 in Mainz in Physikal. Chemie, war Professorin für makromolekulare Chemie in Ulm und ist seit 2008 Direktorin am MPI für Polymerforschung in Mainz, Miniemulsionstechnik, Synthese komplexer Nanopartikel
- Sine Larsen (1943–2025), Professorin an der Universität Kopenhagen, Röntgenstrukturanalyse, Proteinkristallographie; 2003–2009 wissenschaftliche Direktorin der europäischen Großforschungseinrichtung ESRF in Grenoble, danach von MAX IV in Lund, 2008–2014 Präsidentin der International Union of Crystallography
- Sabine Laschat (* 1963), Professorin für Organische Chemie an der Universität Stuttgart, u. a. Bionanomaterialien
- Marie Lavoisier (1758–1836), mit Antoine Laurent de Lavoisier verheiratet, später mit Count Rumford, arbeitete mit Lavoisier an dessen Experimenten zusammen
- Julija Wsewolodowna Lermontowa (1847–1919), erste Frau, die in Chemie promovierte (Göttingen 1874).
- May Sybil Leslie (1887–1937), britische Chemikerin, Dozentin in Leeds, Schülerin von Marie Curie, Sprengstoffe, Farbstoffe
- Chava Lifshitz (1936–2005), Prof. Hebräische Universität Jerusalem, Massenspektrometrie, Ionen in Gasphase
- Thisbe Lindhorst (* 1962), Prof. in Kiel, Chemie von Kohlenhydraten und deren Funktion in der Biologie
- Maria Lipp (1892–1966), Prof. in Aachen, Organische Chemie
- Kathleen Lonsdale (1903–1971), Pionierin der Röntgenkristallographie, wies so die planar-hexagonale Benzolstruktur nach. Davy-Medaille.
- Connie C. Lu, 2009–2022 Prof. an der University of Minnesota, seit 2022 Prof. in Bonn, Anorganische Chemie
- Shannon Lucid (* 1943), promovierte Biochemikerin und NASA Astronautin
- Martha L. Ludwig (1931–2006), Biochemie, University of Michigan, Kristallstrukturanalyse Enzyme

### M

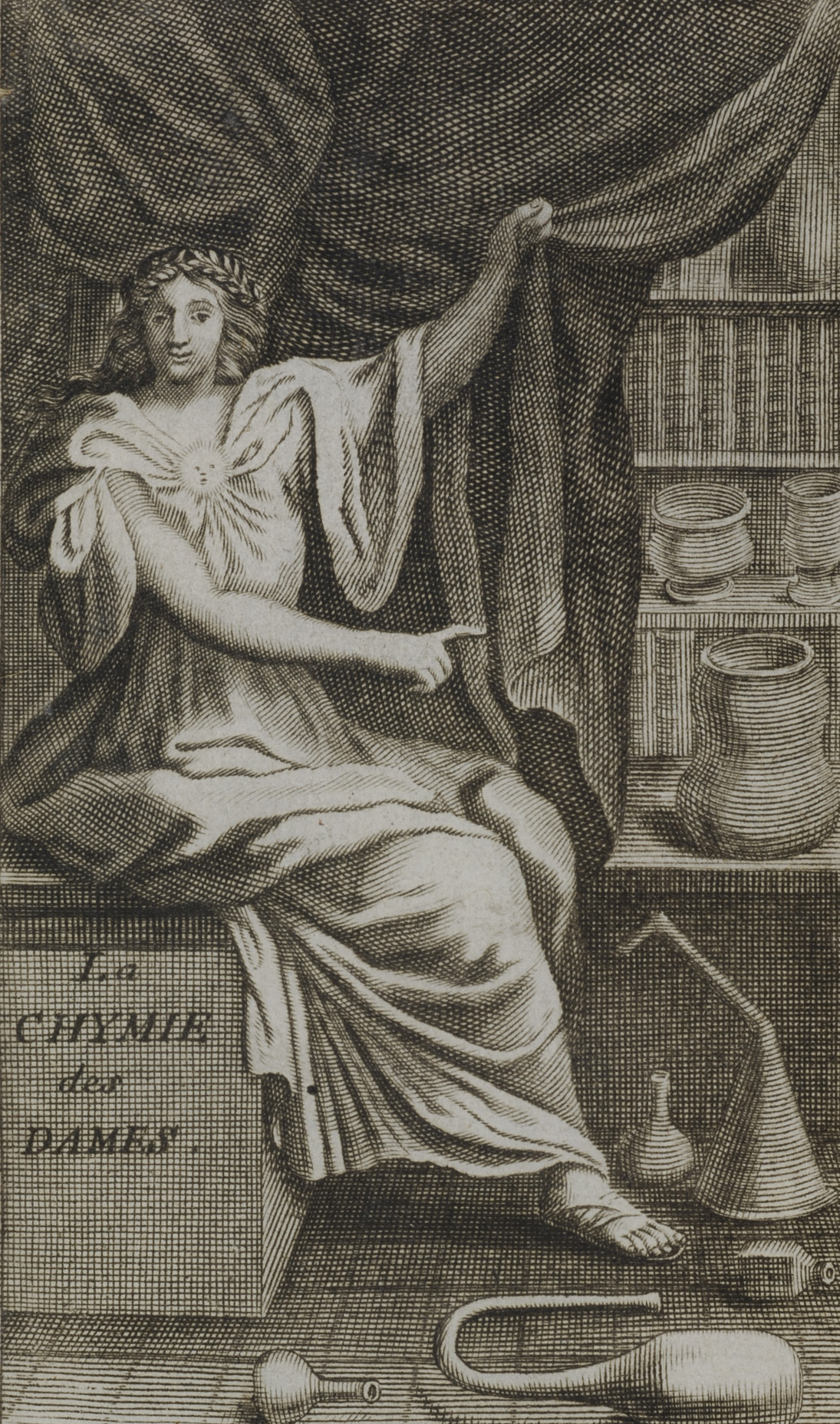
Marie Meurdrac: La Chymie des Dames 1687

- Pauline Beery Mack (1891–1974), US-amerikanische Chemikerin und Ernährungswissenschaftlerin, Prof. Pennsylvania State University
- Maria die Jüdin, antike Alchemistin
- Carolina Henriette MacGillavry (1904–1993), niederländische Chemikerin und Kristallographin, promovierte 1937 in Amsterdam und wurde dort 1957 Professor, direkte Methoden in der Röntgenkristallographie, Verwendung von Diffraktion in der Kristallographie
- Chulabhorn Mahidol, thailändische Prinzessin und Naturstoffchemikerin, Professorin in Bangkok, 2009 Adolf-Windaus-Medaille[2]
- Margaret Maltby (1860–1944), Physikal. Chemie, Columbia University (Barnard College), Frauenrechtlerin
- Ines Mandl (1917–2016),  österreichisch-US-amerikanische Biochemikerin, Prof. Columbia University (Medical School)
- Jane Marcet (1769–1858), Tochter eines wohlhabenden Schweizer Bankers in London (geborene Haldimand), Autorin populärwissenschaftliche Bücher unter anderem über Chemie (Conversations on Chemistry 1806), nachdem sie Vorlesungen von Humphry Davy besuchte. Heiratete den Schweizer Arzt und Chemieprofessor am Guy´s Hospital Alexander Marcet und bildete mit ihm einen Kreis wissenschaftlich Interessierter in London, darunter Mary Somerville
- Andrée Marquet (* 1934), französische Chemikerin, seit 1978 Professor an der Universität Paris VI (Labor für Biomoleküle), Ritter der Ehrenlegion, Mitglied der Academie des Science, Organische Chemie, Totalsynthese Biotin, Reaktionsmechanismen und Mechanismus von Enzymen, Anwendungen in der Pharmazie
- Rowena Green Matthews (* 1938), britisch-US-amerikanische Biochemikerin, Prof. University of Michigan, Struktur und Mechanismus von Enzymen, William C. Rose Award.
- Kiran Mazumdar-Shaw (* 1953), indische Biotechnologie-Unternehmerin, Braumeisterin und Zoologin, gründete die erste Biopharma-Firma Indiens Biocon, ein großer Hersteller von Insulin. Erhielt die Othmer-Goldmedaille.
- Judith McKenzie, Geochemie, Prof. an der ETH Zürich
- Grace Medes (1886–1967), US-amerikanische Biochemikerin, University of Minnesota und Lankenau Hospital Research Institut, 1932 Erstbeschreibung der Stoffwechselerkrankung Tyrosinämie.
- Maud Menten (1879–1960), kanadische Biochemikerin, Enzymkinetik (Michaelis-Menten-Theorie)
- Marie Meurdrac (17. Jh.), französische Chemikerin, mit der Herzogin von Guise befreundet, schrieb La Chymie Charitable et Facile, en Faveur des Dames 1666
- Maria-Elisabeth Michel-Beyerle (* 1935), Prof. für Physikalische Chemie TU München. Ladungstransfer in biologischen Systemen.
- Elizabeth C. Miller (1920–1987), Prof. Univ. Wisconsin-Madison, Biochemie, forschte über Karzinogene
- Nell I. Mondy (1921–2005), Lebensmittelchemie, besonders zur Kartoffel
- Elizabeth Monroe Boggs (1913–1996), Physikalische Chemie, grundlegende Arbeiten mit John G. Kirkwood
- Agnes Fay Morgan (1884–1968), US-amerikanische Chemikerin und Ernährungswissenschaftlerin, Prof. in Berkeley, besonders Vitamine

### N

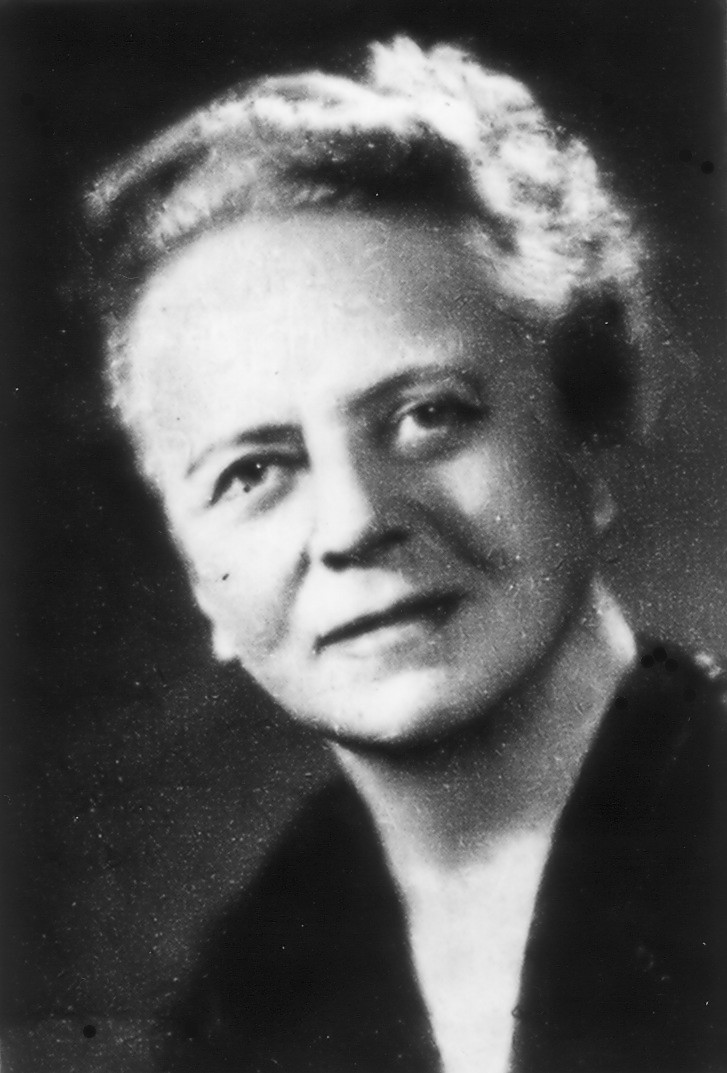
Ida Noddack

- Donna Nelson (* 1954), Organische Chemie, Prof. Univ. Oklahoma, Reaktionen von Alkenen, Kohlenstoffnanoröhren, Chemieberaterin bei Breaking Bad
- Dorothy Virginia Nightingale (1902–2000), Prof. für  Organische Chemie University of Minnesota, Chemolumineszenz von organischen Halogeniden und Friedel-Crafts-Alkylierung
- Ida Noddack (1896–1978), Kernphysik, Kernchemie, Mit-Entdeckerin von Rhenium
- Kyoko Nozaki (* 1964), Professorin in Tokio, homogene Katalyse, Polymerchemie, metallorganische Chemie und organische Borverbindungen

### P
- Petra Panak, Professorin für Radiochemie in Heidelberg, promovierte an der TU München und war dann am Forschungszentrum Dresden-Rossendorf und Lawrence Berkeley Lab, leitet außerdem eine Forschungsgruppe am KIT, im Vorstand der Gesellschaft Deutscher Chemiker (2014)
- Mary Engle Pennington (1872–1952), US-amerikanische Chemikerin und Bakteriologin, arbeitete für die Lebensmittelbehörde, u. a. Lebensmittelkühlung
- Marguerite Perey (1909–1975), Assistentin von Marie Curie, Entdeckung Francium, als erste Frau in Academie des Sciences
- Gertrude E. Perlmann (1912–1974), US-amerikanische Biochemikerin (mit tschechisch-jüdischen Wurzeln). Prof. Rockefeller Institut New York
- Sigrid Peyerimhoff (* 1937), Theoretische Chemie/Quantenchemie, Professorin in Mainz und Bonn
- Barbara von Pfalz-Zweibrücken-Neuburg (1559–1618), Alchemistin
- Beate Pfannemüller (1920–2008), Polymerchemikerin, Universität Freiburg im Breisgau
- Agnes Pockels (1862–1935), Oberflächenchemie, auch Physikerin
- Martina Pohl (* 1961), Prof. in Düsseldorf, gentechnisch optimierte Enzyme als Biokatalysatoren teilweise mit Maria-Regina Kula
- Alberte Pullman (1920–2011), Forschungsdirektorin des CNRS, in den 1950er Jahren mit ihrem Mann Bernard Pullman Pionierin der Anwendung der Quantenchemie in der Biochemie, auch auf die molekularen Ursachen von Krebs

### Q
- Wendy Lee Queen (* 1981), Professorin an der EPFL Lausanne, funktionale anorganische Materialien, metallorganische Gerüstverbindungen zum Beispiel für CO2-Reduktion und Wertstoffgewinnung aus Abfällen.

### R
- Simone Raatz (* 1962), Chemikerin und Politikerin
- Pauline Ramart (1880–1953), auch Ramart-Lucas (geborene Lucas), Prof. für Organische Chemie an der Sorbonne von 1935 bis zu ihrem Tod (unterbrochen von der Besatzungszeit). Auch politisch aktiv.
- Darshan Ranganathan (1941–2001), indische organische Chemikerin
- Sarah Ratner (1903–1999), US-amerikanische Biochemikerin, New York University und Public Health Research Institute, bedeutende Beiträge zum Harnstoffzyklus
- Margit Rätzsch (1934–2016), studierte Physikerin. Physikalische Chemie, Professorin und zeitweise Rektorin an der TH Leuna-Merseburg. Mitglied der Akademie der Wiss. der DDR und Trägerin der August v. Kekulé Medaille
- Ingrid von Reyher (1908–2004), 1933 an der Universität Wien in Chemie promoviert, erste weibliche Lehrkraft an der Ingenieurschule Mittweida
- Elsa Reichmanis (* 1953), 1975 an der Syracuse Univ. in Organischer Chemie promoviert, Prof. Georgia Institute of Technology, Chemieingenieurin, Mikrolithografie für Chipindustrie, Perkin Medal
- Renata Reisfeld (* 1930), israelische Chemikerin, Solarkonzentratoren und Solartechnologie, Professorin an der Hebräischen Universität
- Sara Jane Rhoads (1920–1993), US-amerikanische Chemikerin (Organische Chemie), Prof. an der University of Wyoming
- Ellen Swallow Richards (1842–1911), Umwelthygiene
- Jane Richardson (* 1941), Biochemikerin
- Geraldine L. Richmond (* 1953), Prof. an der Univ. of Oregon, Oberflächenchemie, Physikalische Chemie, National Medal of Science
- Carol V. Robinson (* 1956), Prof. in Oxford, Davy-Medaille, Fellow der Royal Society, Massenspektrometrie großer biologischer Komplexe, Proteinfaltung
- Gertrude Maud Robinson (1886–1954), verheiratet mit Robert Robinson, Chemikerin, sie hatte Anteil an der Piloty-Robinson-Pyrrolsynthese
- Elizabeth Rona (Erzsébet Róna) (1890–1981), ungarische Chemikerin und Kernphysikerin, Tracer-Methoden
- Helga Rübsamen-Schaeff (* 1949), Prof. Biochemie und Virologie in Frankfurt, leitete bei Bayer die Anti-Virus-Forschung

### S

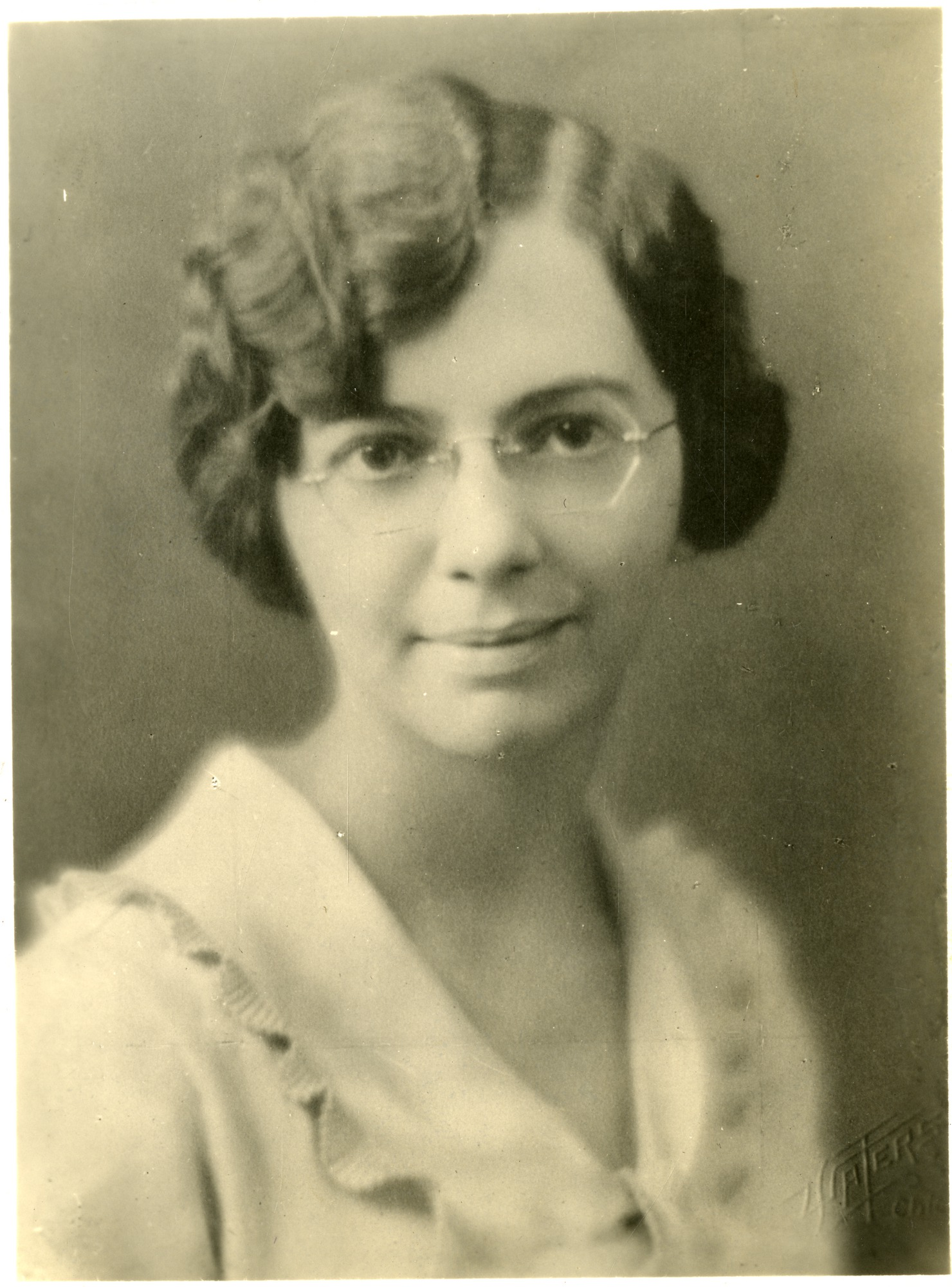
Florence B. Seibert

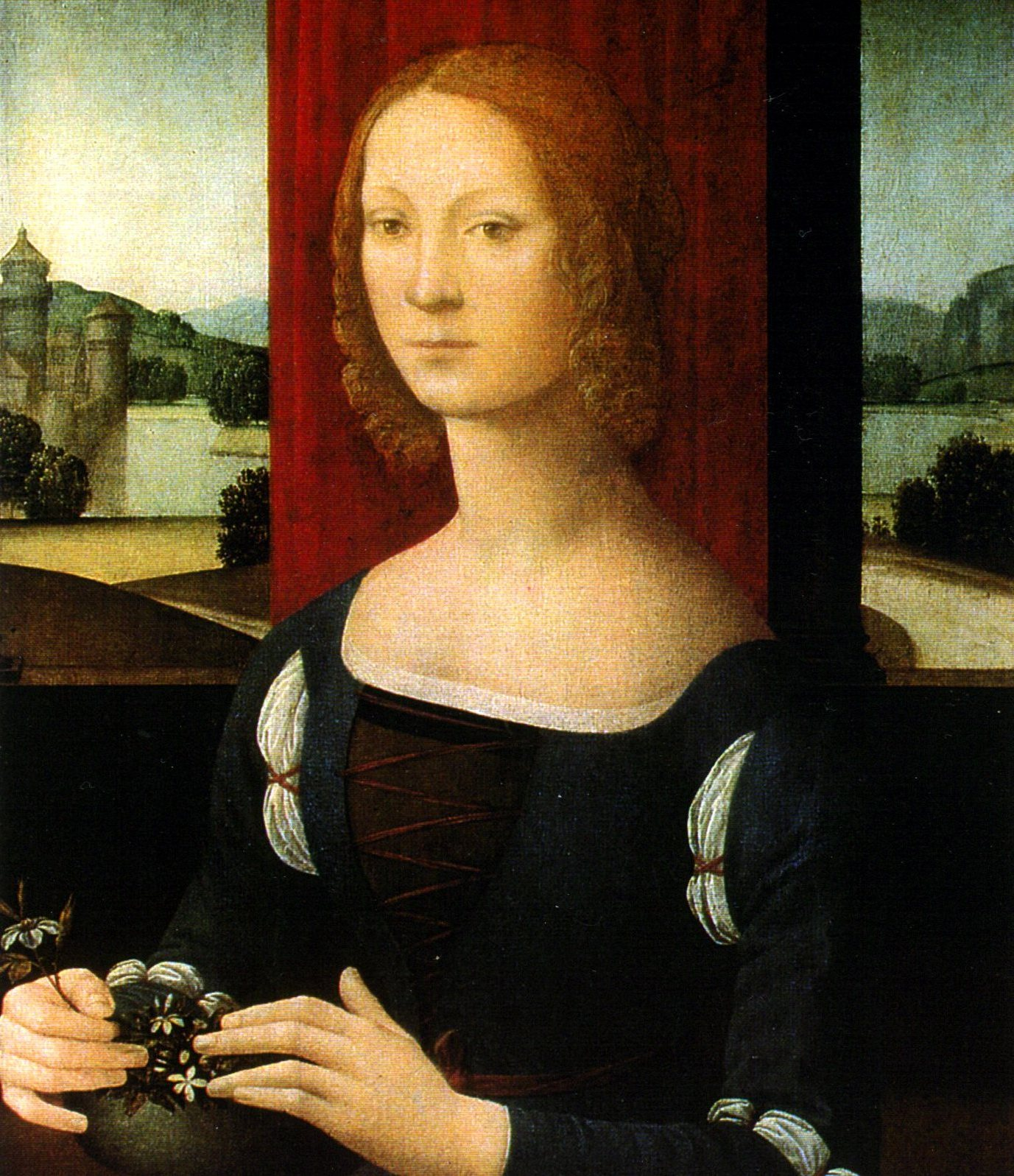
Caterina Sforza

- Gabriele Sadowski (* 1964), Prof. in Dortmund, Thermodynamik von Polymeren
- Margarita Salas Falgueras (1938–2019), spanische Biochemiker und Molekulargenetikerin, die ein Verfahren zur schnellen DNA-Vervielfältigung entwickelt hat
- Brigitte Sarry (1920–2017), Prof. TU Berlin, Metallorganische Chemie
- Monika Schäfer-Korting (* 1952), Pharmakologie, Prof. FU Berlin
- Tanja Schirmeister (* 1963), Professorin in Mainz, Pharmakologin und Chemikerin, Mitarbeit an der Neuauflage des Beyer/Walter, Lehrbuch der Organischen Chemie (2016).
- Melanie Schnell (* 1978), Professorin in Kiel, Physikalische Chemie, Rotationsspektroskopie und Astrochemie
- Renée Schroeder (* 1953), Max-Perutz Laboratorien Wien, Biochemie der RNA
- Anna Laura Segre (1938–2008), 1962 in Mailand in Physik promoviert (Laurea), kam in der Gruppe von Giulio Natta zur makromolekularen Chemie, NMR-Spektroskopie angewandt auf Polymere, insbesondere Polymerisation von Olefinen. Sie leitete das NMR Labor am Institut für chemische Methodologie des CNR in Montelibretti (Rom). Außerdem war sie Professorin an der Universität Rom La Sapienza.
- Florence B. Seibert (1897–1991), US-amerikanische Biochemikerin, entwickelte das purified protein derivative für den Tuberkulin-Test (seit 1952 internationaler Standard der WHO)
- Lydia Sesemann (1845–1925), promovierte an der Universität Zürich in Chemie; erste Finnin, die promovierte
- Caterina Sforza (1463–1509), italienische Fürstin; sie hinterließ ein Rezeptbuch zu Medizin und Kosmetik, Pharmazie, Alchemie
- Helen Sharman (* 1963), britische Chemikerin und Astronautin (erste Britin im All)
- Patsy O’Connell Sherman (1930–2008), US-amerikanische Chemikerin und Entdeckerin der Perfluoroctansulfonat-Imprägnierung (Scotchgard) bei 3M
- Anne Shymer (1879–1915), Gründerin einer Chemiefirma (Desinfektions- und Bleichmittel), sank mit der Lusitania
- Sofia Simmonds (1917–2007), US-amerikanische Biochemikerin, schrieb mit ihrem Ehemann Joseph S. Fruton ein Standardwerk über Biochemie. Sie war Professorin in Yale.
- Maxine Singer (1931–2024), Biochemie, Molekularbiologie, Pionierarbeiten zum genetischen Code, bekannt für Beiträge zur Ethik der Gentechnik, erhielt die National Medal of Science der USA.
- Maria Skyllas-Kazacos (* 1951), australische Chemieingenieurin, Professorin an der University of New South Wales. Sie entwickelte den Vanadium-Redox-Akkumulator.
- Christina Smolke, Stanford University. Chemieingenieurin, die mit Gentechnik und Biotechnologie neue Synthesewege beschritt.
- Nicola Spaldin (* 1969), ETH Zürich, Multiferroika, Körber-Preis
- Anne Spang (* 1967), Biochemie, Prof. in Basel, intrazellulärer Transport
- Hertha Sponer (1895–1968), Physikerin (Molekülspektroskopie), behandelte aber auch chemische Probleme, Prof. an der Duke University
- Anne-Marie Staub (1914–2012), Biochemie, Immunchemie, Pharmakologie, Pasteur-Institut Paris, an der Entwicklung der ersten Antihistaminika beteiligt
- Joan A. Steitz (* 1941), Prof. in Yale, Biochemie, RNA-Splicing
- Lina Stern (1878–1968), russische Physiologin und Biochemikerin, als erste Frau Mitglied der Russischen Akademie der Wissenschaften, Professorin an der Lomonossow-Universität in Moskau
- Birgit Strodel (* 1973), Professorin an der Heinrich-Heine-Universität Düsseldorf, Biophysikalische Chemie, biomolekulare Simulationsmethoden
- JoAnne Stubbe (* 1946), Prof. am MIT, Biochemie, Ribonukleotidreduktasen u. a.
- Betty J. Sullivan (1902–1999), US-amerikanische Biochemikerin, war Präsidentin der Peavey Co. Flour Mills (heute Gavilon), Biochemie der Verarbeitung von Weizen

### T
- Esther Takeuchi (geborene Sans), Materialwissenschaften, Chemieingenieurin, Prof. Stony Brook, leitende Wissenschaftlerin am Brookhaven National Laboratory, zum Beispiel Batterien, hält über 150 US Patente und nimmt damit als Frau in den USA eine Spitzenstellung ein.
- Bianca Tchoubar (1910–1990), französische Chemikerin (organische Chemie), 1946 an der Sorbonne promoviert über organische Reaktionsmechanismen, über die sie auch ein 1960 veröffentlichtes Buch schrieb und für deren modernes Verständnis sie eine Pionierin in Frankreich war. Forschungsdirektorin des CNRS.
- Mária Telkes (1900–1995), ungarisch-US-amerikanische Physikerin und Chemikerin, wirkte am MIT und in Texas, Solarenergie-Technologie, National Inventors Hall of Fame
- Marie-Geneviève-Charlotte Thiroux d’Arconville (1720–1805), französische Schriftstellerin und Naturforscherin, Aufsatz über Gärung und Fäulnis
- Kristina Tschulik (* 1984), analytische Chemikerin an der Ruhr-Universität Bochum

### V
- Ann M. Valentine, bioorganische Chemie, Prof. in Yale, Chemical Pioneer Award
- Rebecca Vaughan († 1658), englische Alchemistin aus dem Umkreis der frühen Rosenkreuzer, Ehefrau von Thomas Vaughan, mit dem sie alchemistische Experimente durchführte, von denen ein gemeinsames Laborbuch erhalten ist (früheste sicher zuschreibbare Aufzeichnungen einer Chemikerin)
- Birgit Vennesland (1913–2001), norwegische Biochemikerin, Prof. Chicago und Max Planck Gesellschaft in Berlin (wohin sie Otto Warburg holte). Photosynthese, Enzyme.
- Marthe Louise Vogt (1903–2003), Neuropharmakologin, wirkte in Edinburgh und Cambridge
- Marjorie J. Vold (1913–1991), Prof. University of Southern California, forschte mit ihrem Mann Robert D. Vold auf dem Gebiet der Kolloidchemie

### W
- Dorothea Juliana Wallich, 18. Jahrhundert, sächsische Alchemistin
- Winifred Watkins (1924–2003), Biochemie, Lister Institut und Prof. am Imperial College, Blutgruppen-Antigene
- Mary Elvira Weeks (1892–1975), bedeutende Chemiehistorikern, die auch zeitweise an der University of Kansas lehrte. Autorin von Discovery of the Elements (zuerst 1934).
- Elizabeth K. Weisburger (1924–2019), US-amerikanische Chemikerin (Organische Chemie), Forschungen zu Karzinogenen am National Cancer Institute
- Edith Weyde (1901–1989), Photo-Pionierin, Schnellkopierverfahren Copyrapid, wichtige Beiträge zur Farbfotografie
- Martha Annie Whiteley (1866–1956), englische Chemikerin, promovierte 1902 am Royal College of Science, dem späteren Imperial College London, und wurde dort Professorin. Startete 1904 eine sich über mehrere Jahre hinziehende Kampagne, um Frauen in die Chemical Society aufzunehmen (was erst 1919 durch allgemeine Antidiskriminierungsgesetze in Großbritannien erreicht wurde). Im Ersten Weltkrieg untersuchte sie Senfgas. Autorin eines Handbuchs der organischen Analyse und Mitautorin des Dictionary of Applied Chemistry.
- Peggy Annette Whitson (* 1960), Biochemikerin (mit Teilzeit-Professur), aber hauptberuflich NASA Astronautin (leitete als erste Frau die Internationale Raumstation ISS)
- Elsie Widdowson (1906–2000), englische Chemikerin, studierte am Imperial College und Kings College London, Ernährungswissenschaft, Verfasserin des Standardwerks The composition of food mit R. McCance (1940). Ihre Forschung mit McCance war Basis der Nahrungsmittelrationierungs-Vorschriften in England im Zweiten Weltkrieg, befasste sich später auch mit Ernährung von Babies. Präsidentin der British Nutrition Foundation, Fellow der Royal Society (1976), Companion of Honour 1993.
- Stanislawa Witekowa (1913–1978), Prof. für Allg. Chemie in Lodz, Sonochemie, Chemie an Grenzflächen, Komplexchemie, Katalysatoren
- Gertrud Woker (1878–1968), erste Privatdozentin für Chemie an einer deutschsprachigen Universität, außerordentliche Professorin in Bern, auch als Pazifistin und Frauenrechtlerin bekannt
- Karen L. Wooley (* 1966), Synthesemethoden für funktionale Polymere in den Nanowissenschaften, Prof. Texas A & M University
- Margarete von Wrangell (1877–1932), seit 1923 Professorin an der Landwirtschaftlichen Hochschule Hohenheim und Leiterin des Instituts für Pflanzenernährung. Damit war sie die erste ordentliche Professorin an einer deutschen Hochschule.
- Dorothy Wrinch (1894–1976), eigentlich Mathematikerin und Biologin, befasste sich auch mit Chemie

### Y

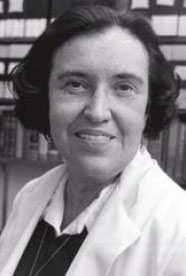
Rosalyn Yalow

- Rosalyn Yalow (1921–2011), Nobelpreis für Medizin 1977, eigentlich Physikerin, entwickelte Radioimmunoassay
- Lesley Yellowlees (* 1953), Anorganische Chemie, Prof. in Edinburgh, ab 2012 erste Präsidentin der Royal Society of Chemistry
- Ada Yonath (* 1939), Strukturchemie, Nobelpreis für Chemie 2009
- Tu Youyou (* 1930), Pharmakologin, isolierte Anti-Malaria-Mittel Artemisinin in China

## Chemiehistorikerinnen
- Bernadette Bensaude-Vincent (* 1949), französische Chemiehistorikerin (besonders zu Lavoisier), Professorin an der Sorbonne
- Betty Jo Teeter Dobbs (1930–1994), Alchemie-Geschichte, besonders Isaac Newton, Sarton Medaille
- Karin Figala (1938–2008), Prof. in München, Alchemie-Geschichte, u. a. Newton
- Marie Boas Hall (1919–2009), 17. Jahrhundert, besonders Robert Boyle, Sarton Medaille
- Erika Hickel (1934–2020), Pharmaziehistorikerin
- Mary Jo Nye (* 1944), Prof. Oregon State University, Chemiegeschichte, Sarton Medaille
- Irene Strube (* 1929), Chemiehistorikerin, Sudhoff-Institut Leipzig
- Elisabeth Vaupel (* 1956), Chemiehistorikerin am Forschungsinstitut des Deutschen Museums, a. o. Prof. in Stuttgart, u. a. deutsch-französische Chemiegeschichte im 19. Jh.